# Aluviune

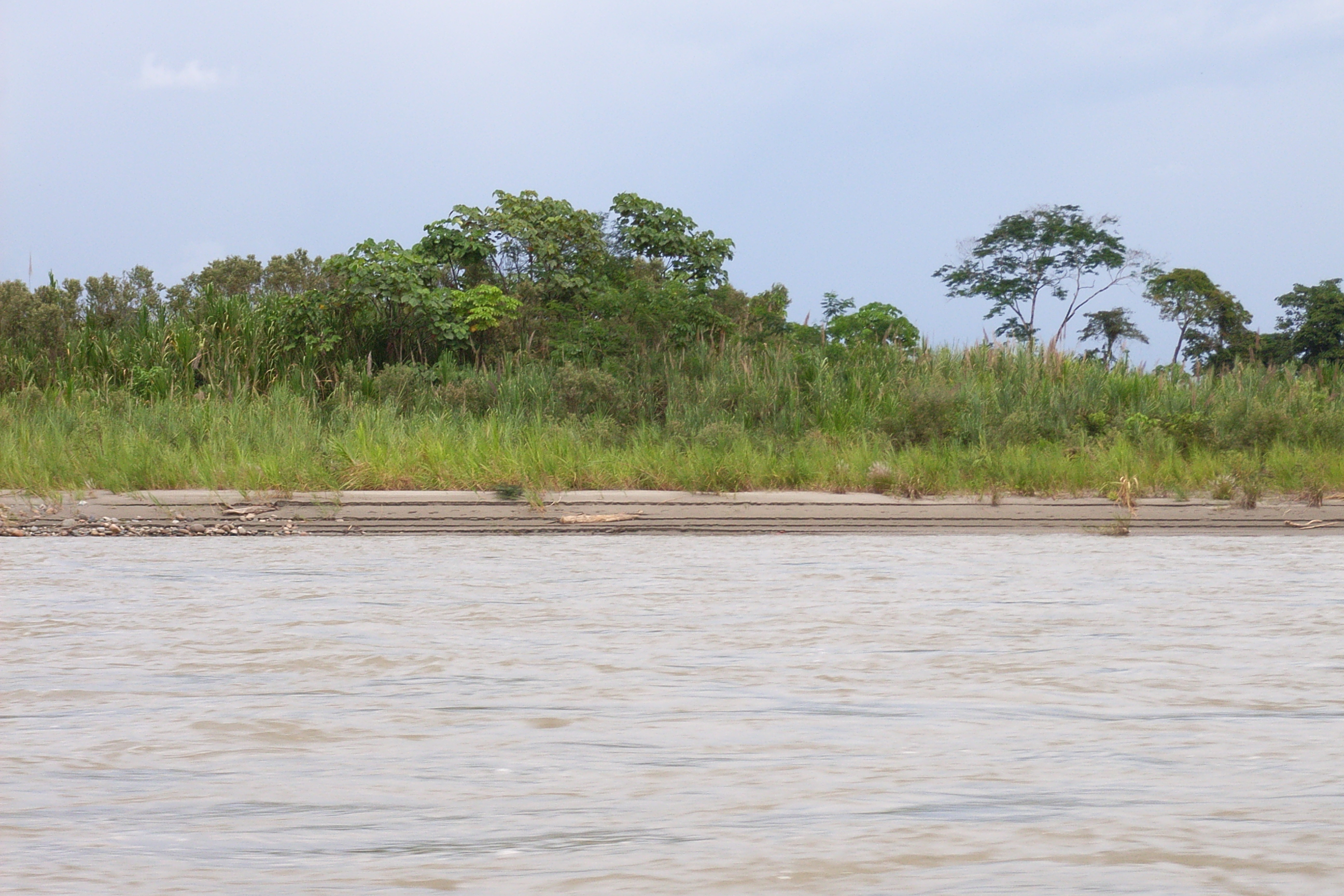
Aluviuni pe cursul lui Rio Napo, Ecuador

Aluviune se numește materialul detritic, format din bolovani, mâl, nisip și pietriș, adus de apele curgătoare și depus pe fundul albiei, pe luncă sau la vărsare.
Pentru a determina aluviunile transportate de râuri se folosește un aparat denumit batometru.
Umplerea sau înălțarea albiei unui curs de apă, a fundului unui lac sau rezervor, prin depunerea aluviunilor transportate de apele curgătoare se numește colmatare.
Astfel, lacul de acumulare de la Porțile de Fier I s-a colmatat în cei peste 35 de ani de existență cu milioane de tone de aluviuni, ceea ce a făcut ca nivelul apei să crească considerabil, punând în pericol atât malurile Dunării, cât și câteva drumuri, care s-ar putea prăbuși din cauza eroziunii.